# Keresztkaréjú tölgy
A keresztkaréjú tölgy (Quercus stellata) a bükkfavirágúak (Fagales) közé tartozó tölgy nemzetség egyik faja.

## Előfordulása
Az USA keleti vidékein északkeleten Connecticuttól kezdve, Nyugat- és Dél-Iowa, Délnyugat- és Közép-Texas, Délkelet- és Észak-Florida határolják elterjedési területét. A préri keleti vidékeinek egyik legelterjedtebb fafaja.

## Leírása
Közepes termetű fa, 10-15 méter magas, lombhullató fafaj, melynek törzse a 30-60 centiméteres átmérőt is elérheti, jóllehet egyes egyedei akár 30 méter magasra is megnőhetnek, méteres törzsátmérővel. Levelei jól megkülönböztethetőek a többi tölgyfáétól. Levelei három darab megnövekedett sokszögletű oldalsó nyúlványból állnak, hasonlóan, mint amilyen a máltai kereszt. Makktermései 1,5-2,5 cm hosszúak és még a beporzás évében megérnek. Fája ellenáll a rothadásnak, kemény, szilárd.

## Fordítás
- Ez a szócikk részben vagy egészben  a   Quercus stellata című angol Wikipédia-szócikk ezen változatának fordításán alapul.  Az eredeti cikk szerkesztőit annak laptörténete sorolja fel. Ez a jelzés csupán a megfogalmazás eredetét és a szerzői jogokat jelzi, nem szolgál a cikkben szereplő információk forrásmegjelöléseként.